# Zale buchholzi
Zale buchholzi är en fjärilsart som beskrevs av Mcdunnough 1943. Zale buchholzi ingår i släktet Zale och familjen nattflyn. Inga underarter finns listade i Catalogue of Life.